# Cratere Klenova
Klenova  è un cratere sulla superficie di Venere. Deve il suo nome a Marija Vasil'evna Klënova (in russo Мария Васильевна Клёнова?), geologa sovietica di etnia russa.